# Старый вокзал (Екатеринбург)
Ста́рый вокза́л — здание бывшего железнодорожного вокзала в Екатеринбурге. Расположен в Железнодорожном районе города на территории станции Екатеринбург-Пассажирский рядом с современным действующим вокзалом и вблизи выхода станции метро «Уральская». В настоящее время в здании находится Музей истории, науки и техники Свердловской железной дороги. Музей не следует путать с выставкой натурных образцов подвижного состава на станции Екатеринбург-Сортировочный. В Екатеринбурге также существует Музей узкоколейных железных дорог.

## История
Здание вокзала построено по проекту архитектора П. П. Шрейбера в 1878 году. Станция наряду со станцией Пермь I являлась конечной станцией Уральской горнозаводской железной дороги (начало строительства дороги — 1874 год). Проекты зданий обоих вокзалов были единообразными.
После постройки современной железнодорожной станции в 1914 году старый вокзал стал использоваться только для принятия и отправки поездов, связанных с перемещением представителей вооружённых сил по стране.

## Современное состояние
В 2003 году творческо-производственное объединение «Екатеринбургский художественный фонд» (генеральный директор С. В. Титлинов) провело комплексную реконструкцию и реставрацию здания. Благодаря реконструкции здание было превращено в музей истории, науки и техники Свердловской железной дороги.
По замыслу Екатеринбургского художественного фонда на небольшой площади перед музеем расположились скульптуры, олицетворяющие профессии железнодорожного транспорта разных эпох — начальник станции, который приготовился ударом в колокол возвестить об отправлении поезда, путейские рабочие и мастер, проводница, разносящая пассажирам чай. Непосредственно перед входом расположилась группа «Пассажиры», иллюстрирующая жизнь пассажиров на вокзале. Авторы этих произведений искусства, выполненных в жанре городской скульптуры — скульпторы Юрий Крылов и Александр Кокотеев. Скульптуры удачно обыгрывают представленные здесь же натурные экспонаты: тележку путейцев для перевозки шпал, тупик, семафор, шлагбаум с сигнальным устройством.
Внутренняя часть экспозиции условно разделена на 2 части: историческую и техническую. Историческая часть включает период от создания первого в России паровоза Е. А. и М. Е. Черепановыми до современного периода реформирования транспорта: строительство первых железных дорог, создание МПС, строительство и эксплуатацию Уральской Горнозаводской и Пермской дороги, развитие образования, науки, социальной сферы.

Галерея
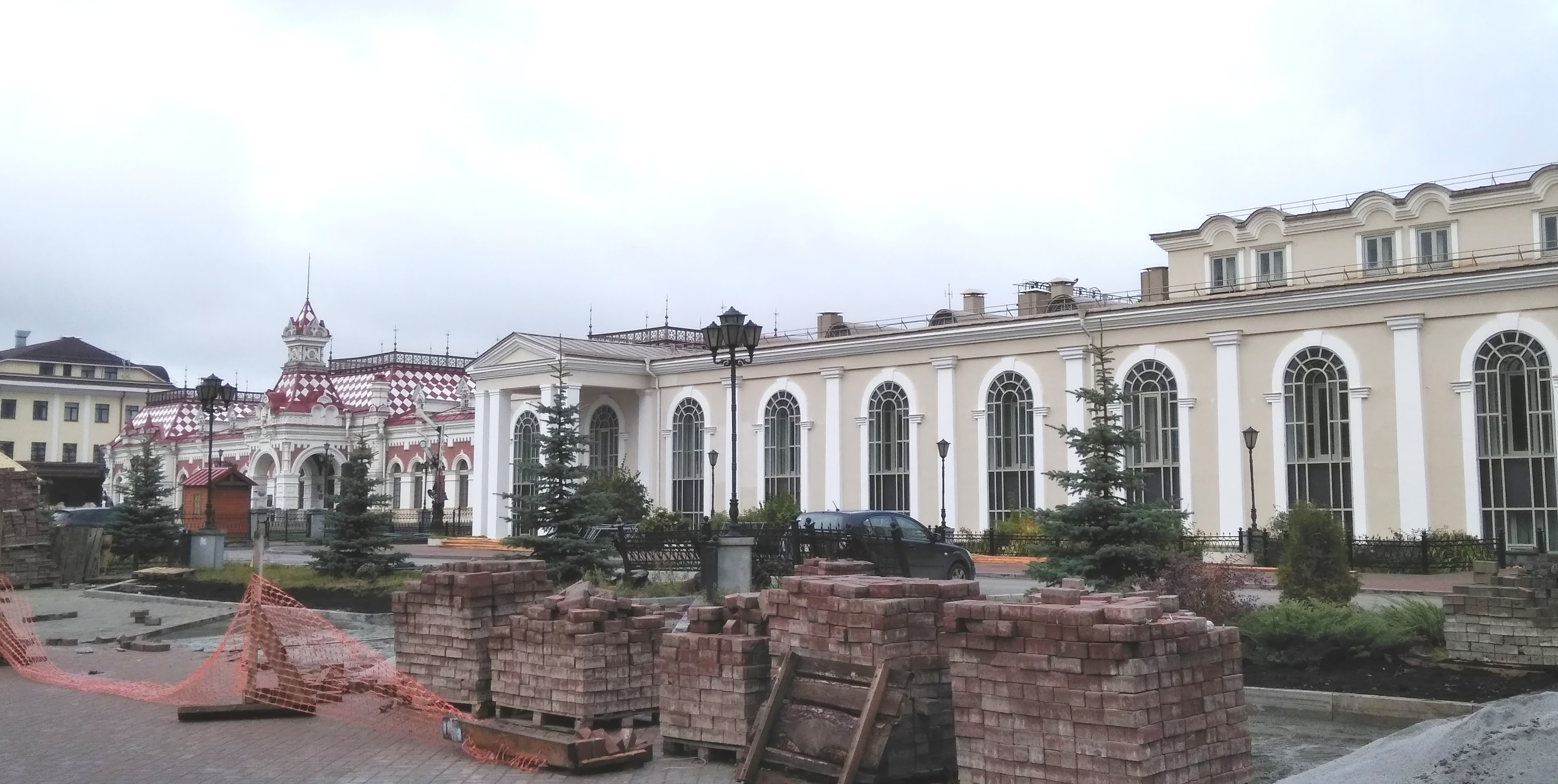
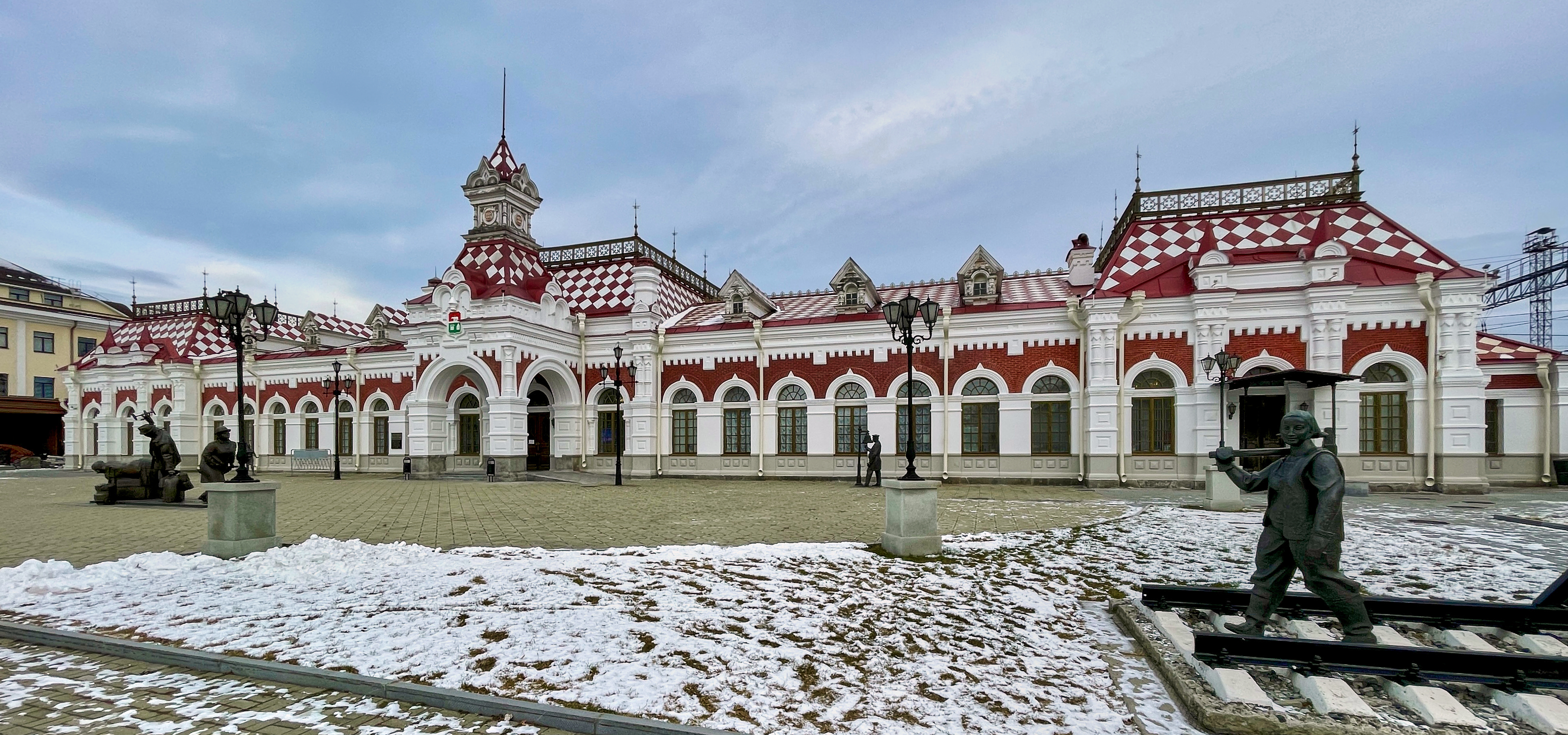
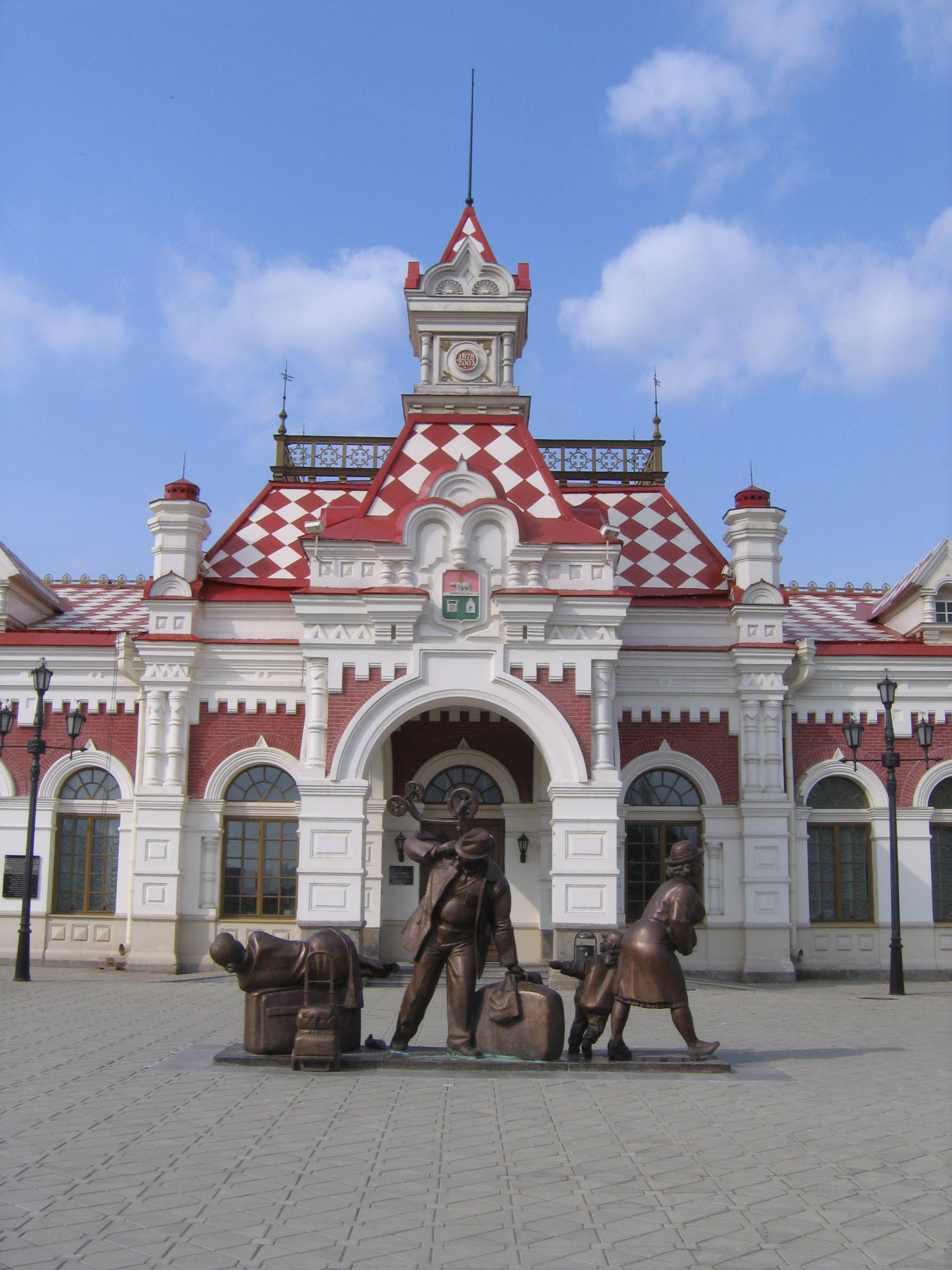
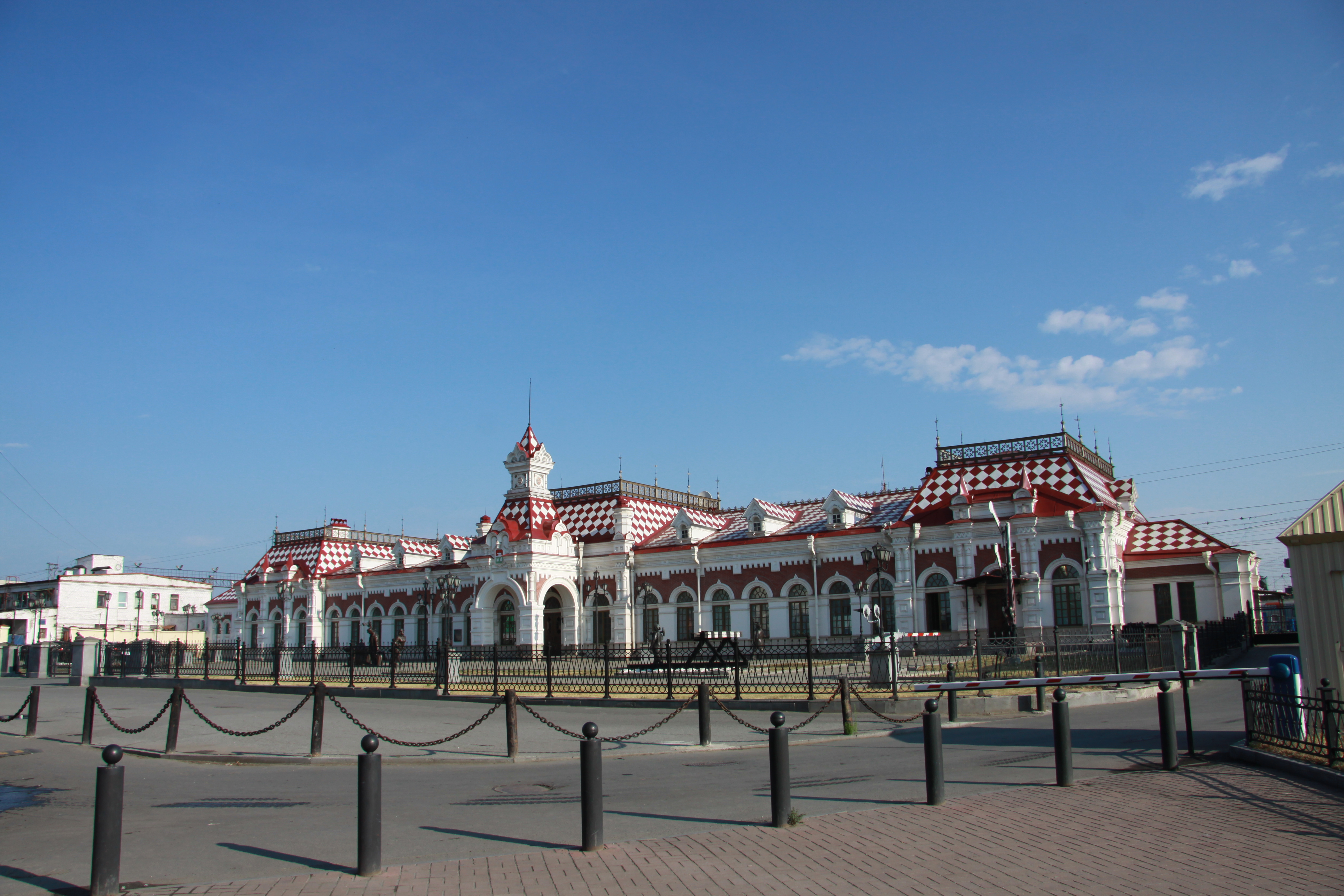
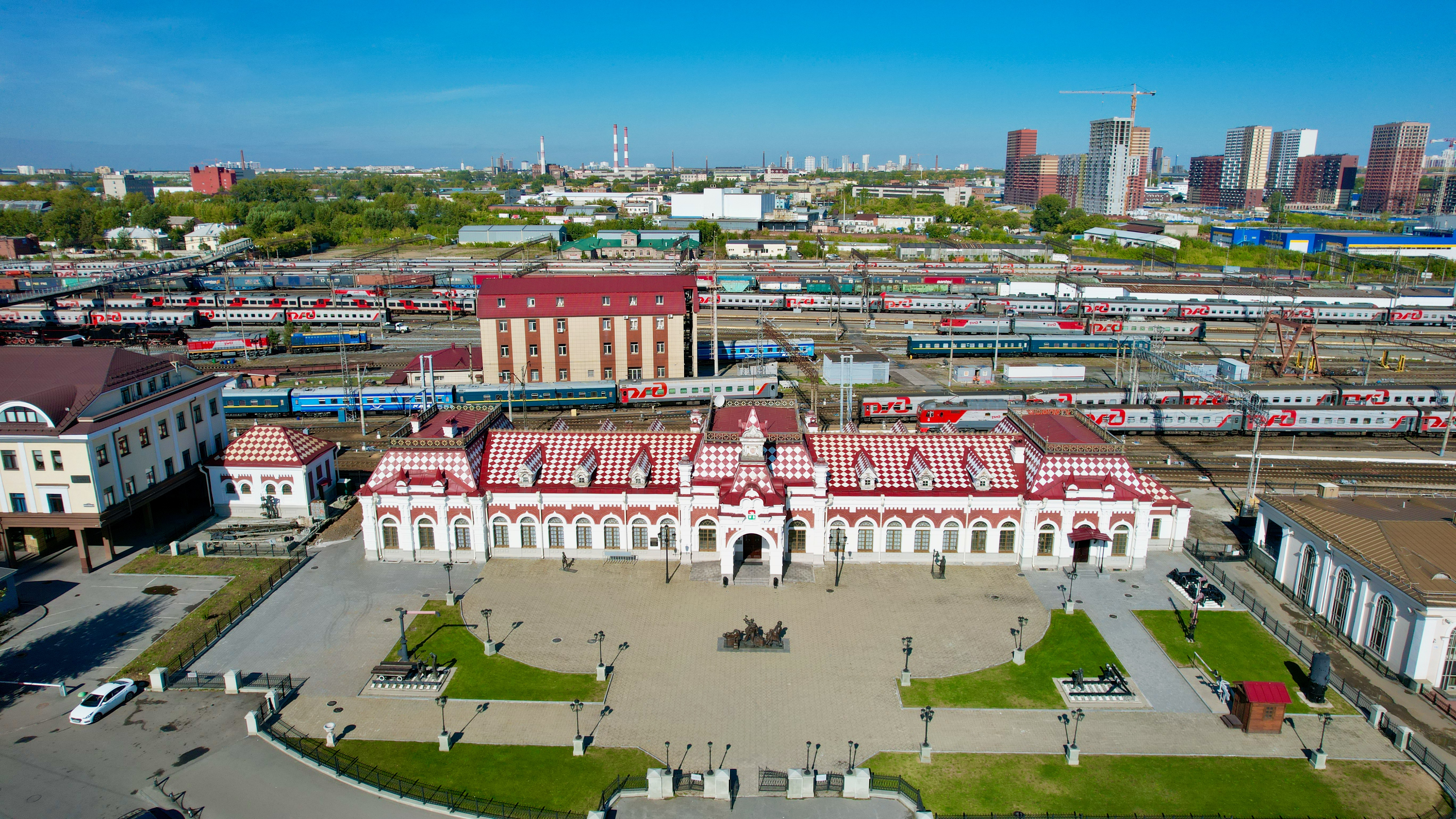
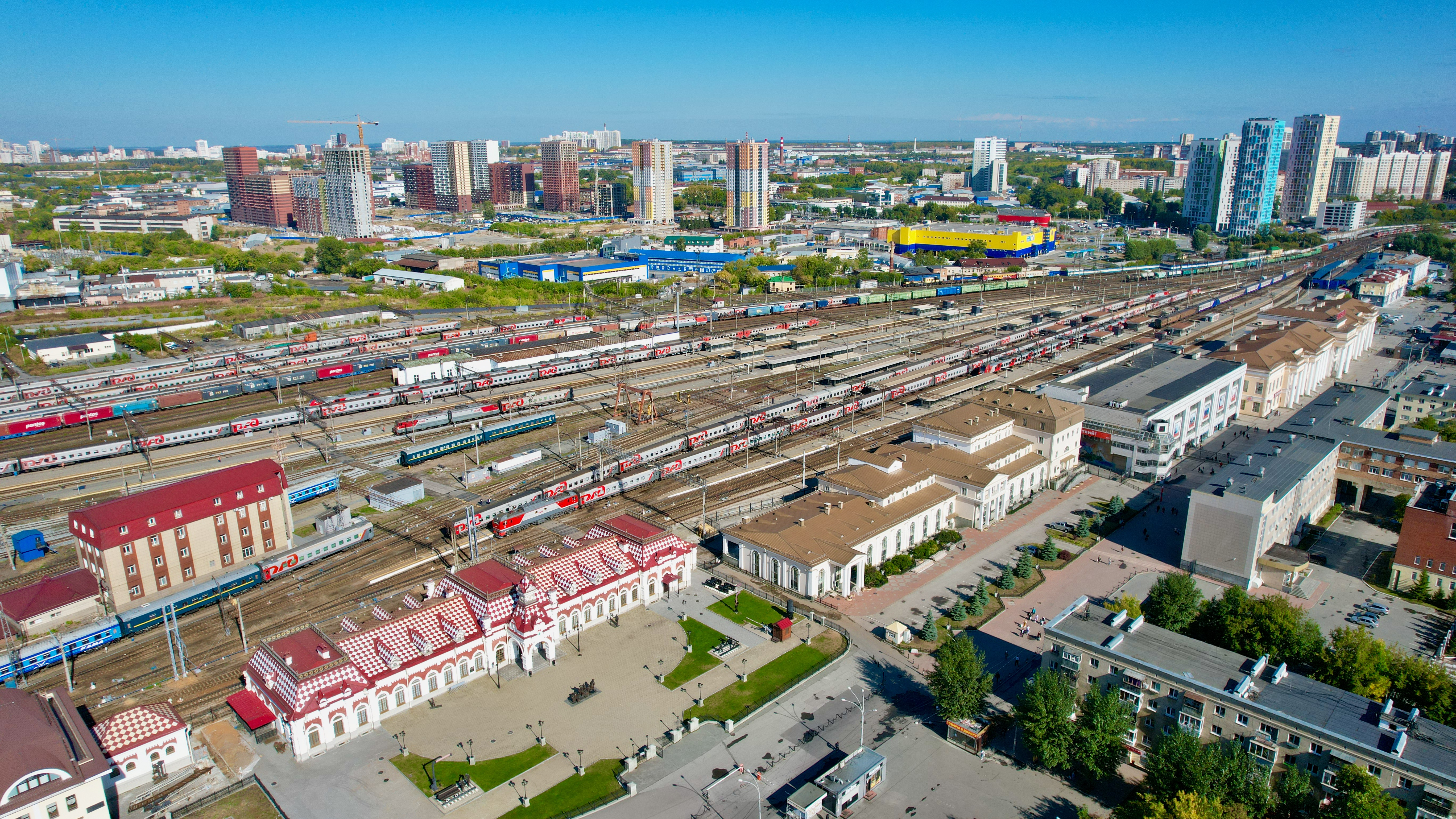

Экспозиции музея
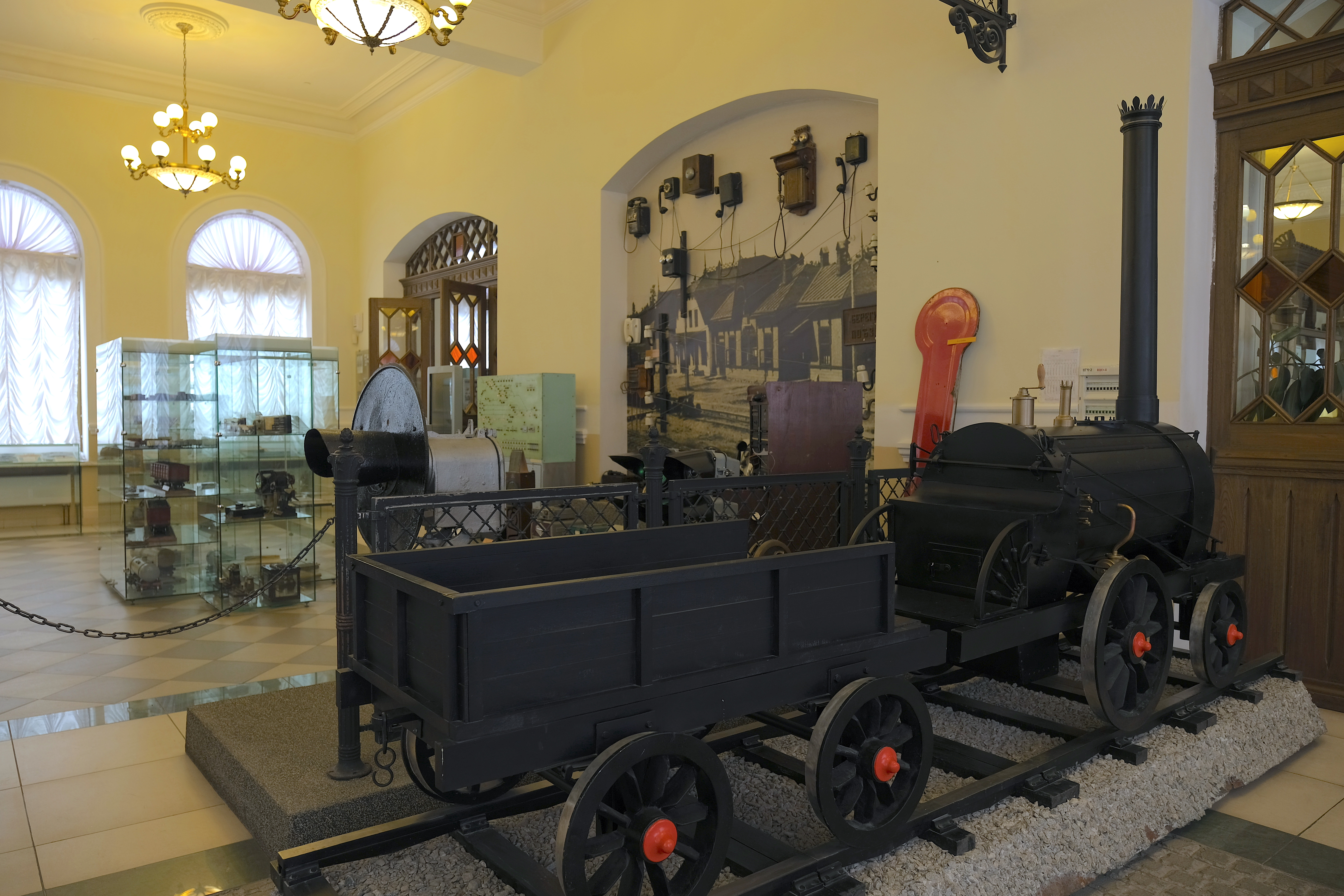
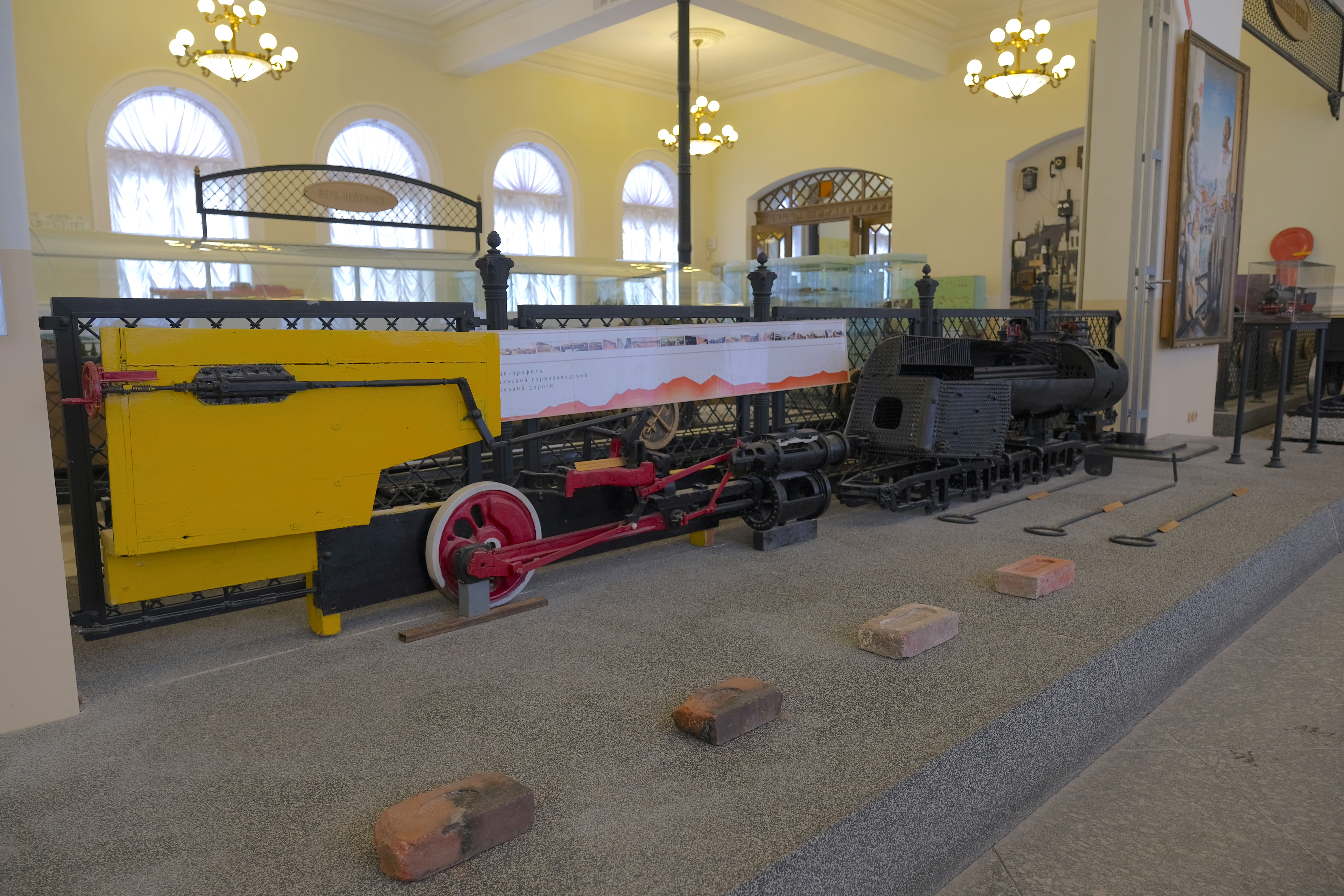
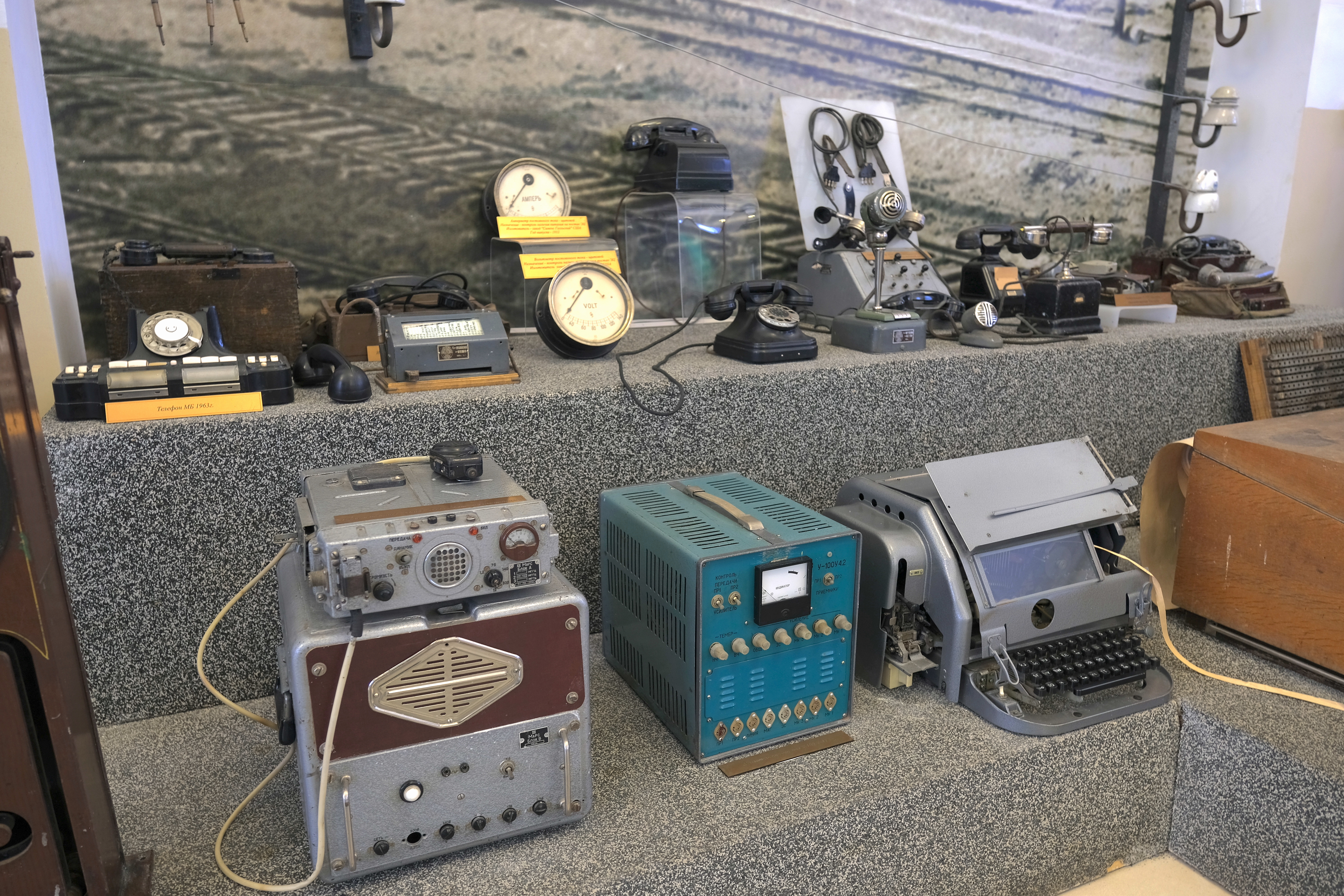
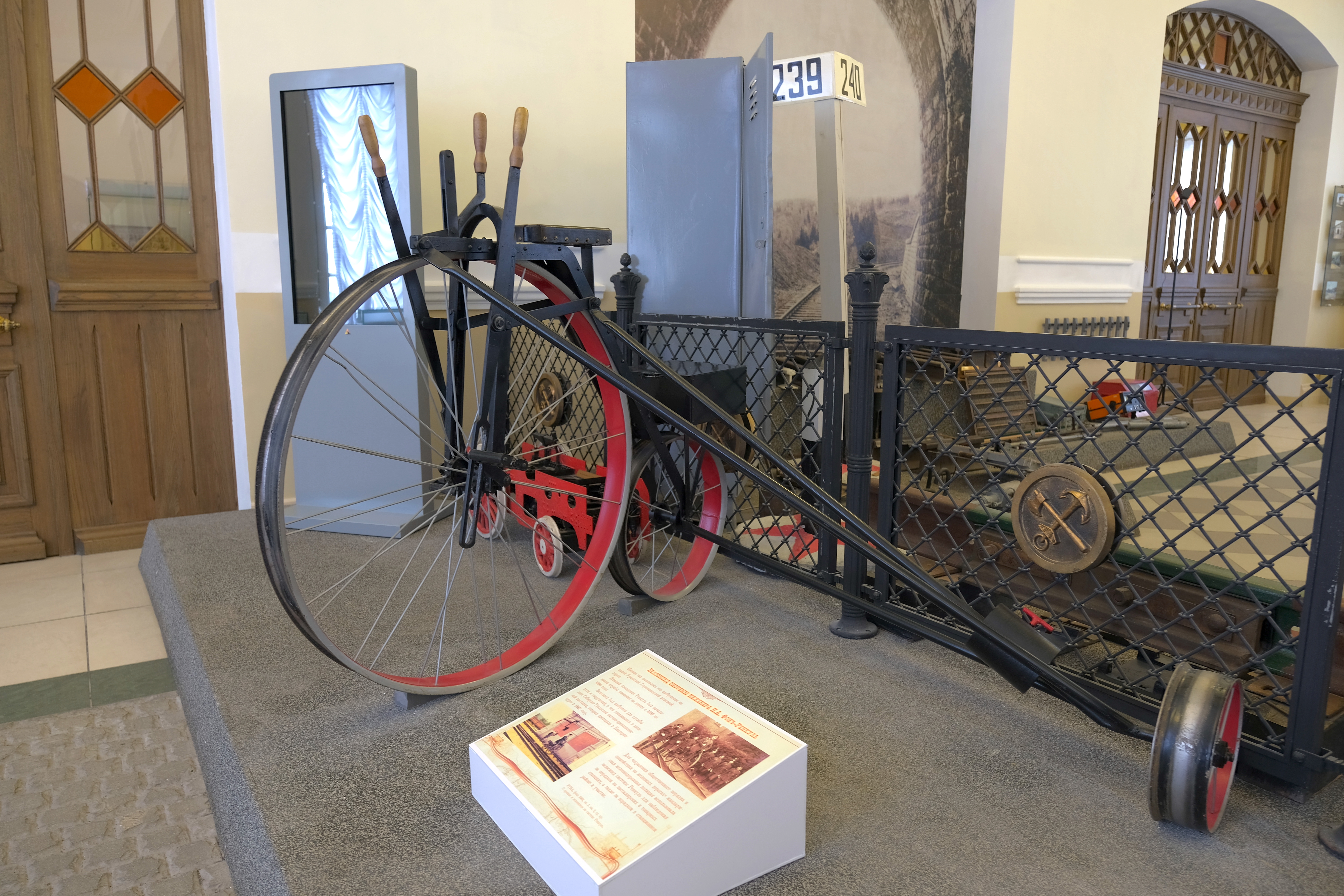
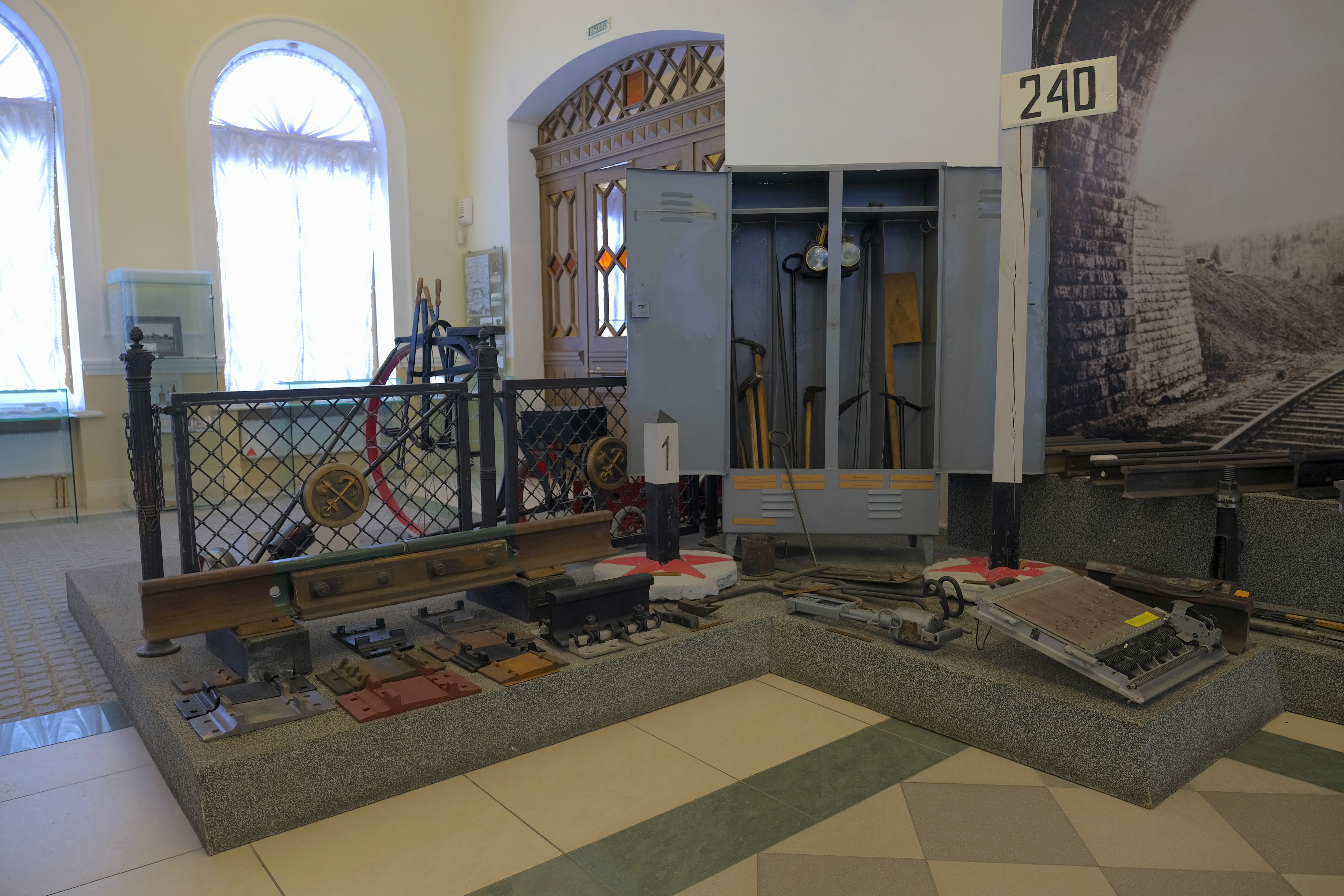
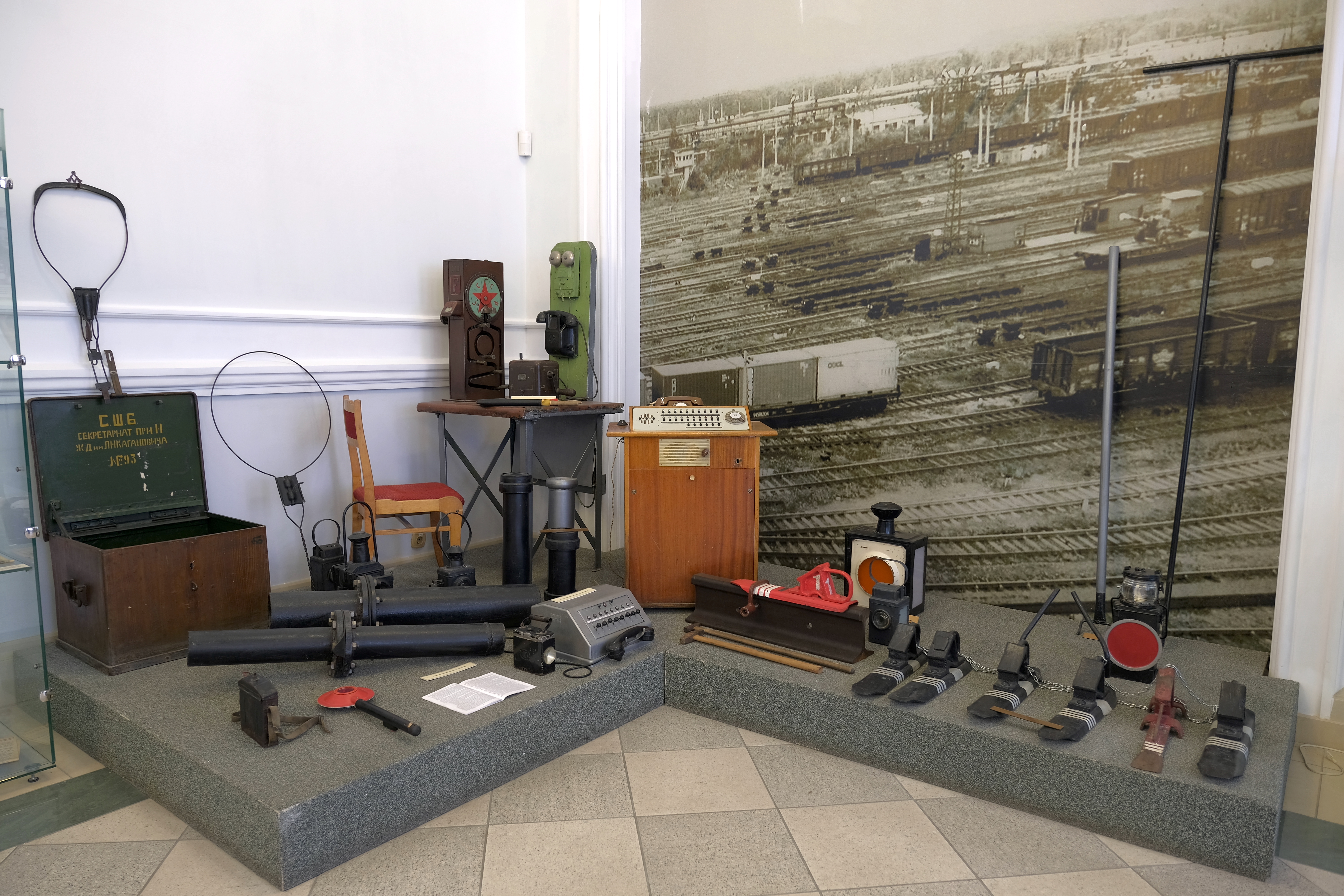